# Gran Premio di superbike di Mosca 2012
Il Gran Premio di superbike di Mosca 2012 è stata l'undicesima prova del mondiale superbike 2012, disputatasi il 26 agosto presso il Moscow Raceway; nello stesso fine settimana si è corso il decimo Gran Premio stagionale del mondiale supersport 2012. Ha registrato nelle due gare della Superbike le vittorie di Tom Sykes e Marco Melandri e in Supersport quella di Kenan Sofuoğlu.

## Superbike

### Gara 1
Fonte

#### Arrivati al traguardo
| Pos. | Nº | Pilota          | Squadra                     | Motocicletta         | Giri | Tempo     | Griglia | Punti |
| ---- | -- | --------------- | --------------------------- | -------------------- | ---- | --------- | ------- | ----- |
| 1º   | 66 | Tom Sykes       | Kawasaki Racing             | Kawasaki ZX-10R      | 25   | 41:07.852 | 2º      | 25    |
| 2º   | 33 | Marco Melandri  | BMW Motorrad Motorsport     | BMW S1000 RR         | 25   | +8.878    | 5º      | 20    |
| 3º   | 3  | Max Biaggi      | Aprilia Racing              | Aprilia RSV4 Factory | 25   | +12.603   | 7º      | 16    |
| 4º   | 58 | Eugene Laverty  | Aprilia Racing              | Aprilia RSV4 Factory | 25   | +13.027   | 3º      | 13    |
| 5º   | 84 | Michel Fabrizio | BMW Motorrad Italia GoldBet | BMW S1000 RR         | 25   | +29.582   | 17º     | 11    |
| 6º   | 91 | Leon Haslam     | BMW Motorrad Motorsport     | BMW S1000 RR         | 25   | +30.587   | 4º      | 10    |
| 7º   | 59 | Niccolò Canepa  | Red Devils Roma             | Ducati 1098R         | 25   | +32.170   | 10º     | 9     |
| 8º   | 87 | Lorenzo Zanetti | PATA Racing                 | Ducati 1098R         | 25   | +34.704   | 14º     | 8     |
| 9º   | 21 | John Hopkins    | FIXI Crescent Suzuki        | Suzuki GSX-R1000     | 25   | +40.366   | 11º     | 7     |
| 10º  | 44 | David Salom     | Team Pedercini              | Kawasaki ZX-10R      | 25   | +41.143   | 16º     | 6     |
| 11º  | 76 | Loris Baz       | Kawasaki Racing             | Kawasaki ZX-10R      | 25   | +44.363   | 9º      | 5     |
| 12º  | 86 | Ayrton Badovini | BMW Motorrad Italia GoldBet | BMW S1000 RR         | 25   | +47.813   | 19º     | 4     |
| 13º  | 4  | Hiroshi Aoyama  | Honda World Superbike       | Honda CBR1000RR      | 25   | +52.650   | 12º     | 3     |
| 14º  | 5  | Alexander Lundh | Team Pedercini              | Kawasaki ZX-10R      | 25   | +1:20.273 | 20º     | 2     |
| 15º  | 2  | Leon Camier     | FIXI Crescent Suzuki        | Suzuki GSX-R1000     | 23   | +2 giri   | 18º     | 1     |
| 16º  | 69 | David McFadden  | Team Pedercini              | Kawasaki ZX-10R      | 22   | +3 giri   | 21º     |       |

#### Ritirati
| Nº | Pilota           | Squadra               | Motocicletta         | Giri | Griglia |
| -- | ---------------- | --------------------- | -------------------- | ---- | ------- |
| 19 | Chaz Davies      | ParkinGO MTC Racing   | Aprilia RSV4 Factory | 23   | 13º     |
| 34 | Davide Giugliano | Althea Racing         | Ducati 1098R         | 13   | 8º      |
| 65 | Jonathan Rea     | Honda World Superbike | Honda CBR1000RR      | 10   | 6º      |
| 7  | Carlos Checa     | Althea Racing         | Ducati 1098R         | 2    | 1º      |
| 50 | Sylvain Guintoli | PATA Racing           | Ducati 1098R         | 2    | 15º     |

### Gara 2
Fonte

#### Arrivati al traguardo
| Pos. | Nº | Pilota           | Squadra                     | Motocicletta         | Giri | Tempo     | Griglia | Punti |
| ---- | -- | ---------------- | --------------------------- | -------------------- | ---- | --------- | ------- | ----- |
| 1º   | 33 | Marco Melandri   | BMW Motorrad Motorsport     | BMW S1000 RR         | 25   | 40:14.677 | 5º      | 25    |
| 2º   | 66 | Tom Sykes        | Kawasaki Racing             | Kawasaki ZX-10R      | 25   | +0.976    | 2º      | 20    |
| 3º   | 19 | Chaz Davies      | ParkinGO MTC Racing         | Aprilia RSV4 Factory | 25   | +4.213    | 13º     | 16    |
| 4º   | 7  | Carlos Checa     | Althea Racing               | Ducati 1098R         | 25   | +5.954    | 1º      | 13    |
| 5º   | 2  | Leon Camier      | FIXI Crescent Suzuki        | Suzuki GSX-R1000     | 25   | +13.568   | 18º     | 11    |
| 6º   | 34 | Davide Giugliano | Althea Racing               | Ducati 1098R         | 25   | +15.173   | 8º      | 10    |
| 7º   | 65 | Jonathan Rea     | Honda World Superbike       | Honda CBR1000RR      | 25   | +23.125   | 6º      | 9     |
| 8º   | 86 | Ayrton Badovini  | BMW Motorrad Italia GoldBet | BMW S1000 RR         | 25   | +23.696   | 19º     | 8     |
| 9º   | 76 | Loris Baz        | Kawasaki Racing             | Kawasaki ZX-10R      | 25   | +23.884   | 9º      | 7     |
| 10º  | 87 | Lorenzo Zanetti  | PATA Racing                 | Ducati 1098R         | 25   | +24.096   | 14º     | 6     |
| 11º  | 50 | Sylvain Guintoli | PATA Racing                 | Ducati 1098R         | 25   | +24.881   | 15º     | 5     |
| 12º  | 21 | John Hopkins     | FIXI Crescent Suzuki        | Suzuki GSX-R1000     | 25   | +39.643   | 11º     | 4     |
| 13º  | 44 | David Salom      | Team Pedercini              | Kawasaki ZX-10R      | 25   | +1:01.449 | 16º     | 3     |
| 14º  | 5  | Alexander Lundh  | Team Pedercini              | Kawasaki ZX-10R      | 25   | +1:36.596 | 20º     | 2     |

#### Ritirati
| Nº | Pilota          | Squadra                     | Motocicletta         | Giri | Griglia |
| -- | --------------- | --------------------------- | -------------------- | ---- | ------- |
| 58 | Eugene Laverty  | Aprilia Racing              | Aprilia RSV4 Factory | 24   | 3º      |
| 91 | Leon Haslam     | BMW Motorrad Motorsport     | BMW S1000 RR         | 9    | 4º      |
| 3  | Max Biaggi      | Aprilia Racing              | Aprilia RSV4 Factory | 9    | 7º      |
| 59 | Niccolò Canepa  | Red Devils Roma             | Ducati 1098R         | 1    | 10º     |
| 84 | Michel Fabrizio | BMW Motorrad Italia GoldBet | BMW S1000 RR         | 0    | 17º     |
| 69 | David McFadden  | Team Pedercini              | Kawasaki ZX-10R      | 0    | 21º     |
| 4  | Hiroshi Aoyama  | Honda World Superbike       | Honda CBR1000RR      | 0    | 12º     |

## Supersport
Fonte

### Arrivati al traguardo
| Pos. | Nº  | Pilota              | Squadra                  | Motocicletta        | Giri | Tempo     | Griglia | Punti |
| ---- | --- | ------------------- | ------------------------ | ------------------- | ---- | --------- | ------- | ----- |
| 1º   | 54  | Kenan Sofuoğlu      | Kawasaki Lorenzini       | Kawasaki ZX-6R      | 22   | 36:13.935 | 2º      | 25    |
| 2º   | 16  | Jules Cluzel        | PTR Honda                | Honda CBR600RR      | 22   | +5.022    | 1º      | 20    |
| 3º   | 65  | Vladimir Leonov     | Yakhnich Motorsport      | Yamaha YZF R6       | 22   | +13.018   | 7º      | 16    |
| 4º   | 32  | Sheridan Morais     | Kawasaki Lorenzini       | Kawasaki ZX-6R      | 22   | +16.504   | 5º      | 13    |
| 5º   | 23  | Broc Parkes         | Ten Kate Racing Products | Honda CBR600RR      | 22   | +32.568   | 4º      | 11    |
| 6º   | 99  | Fabien Foret        | Kawasaki Intermoto Step  | Kawasaki ZX-6R      | 22   | +33.854   | 6º      | 10    |
| 7º   | 8   | Andrea Antonelli    | Bike Service R.T.        | Yamaha YZF R6       | 22   | +34.377   | 8º      | 9     |
| 8º   | 14  | Gábor Talmácsi      | PRORACE                  | Honda CBR600RR      | 22   | +34.471   | 10º     | 8     |
| 9º   | 22  | Roberto Tamburini   | Team Lorini              | Honda CBR600RR      | 22   | +37.727   | 11º     | 7     |
| 10º  | 20  | Mathew Scholtz      | Bogdanka PTR Honda       | Honda CBR600RR      | 22   | +37.802   | 12º     | 6     |
| 11º  | 25  | Alex Baldolini      | Power Team by Suriano    | Triumph Daytona 675 | 22   | +38.103   | 9º      | 5     |
| 12º  | 11  | Sam Lowes           | Bogdanka PTR Honda       | Honda CBR600RR      | 22   | +42.645   | 3º      | 4     |
| 13º  | 34  | Ronan Quarmby       | PTR Honda                | Honda CBR600RR      | 22   | +42.784   | 16º     | 3     |
| 14º  | 93  | Florian Marino      | MSD R-N Racing           | Kawasaki ZX-6R      | 22   | +54.753   | 26º     | 2     |
| 15º  | 87  | Luca Marconi        | VFT Racing               | Yamaha YZF R6       | 22   | +1:00.150 | 21º     | 1     |
| 16º  | 4   | Dan Linfoot         | MSD R-N Racing           | Kawasaki ZX-6R      | 22   | +1:00.261 | 23º     |       |
| 17º  | 61  | Fabio Menghi        | VFT Racing               | Yamaha YZF R6       | 22   | +1:00.545 | 19º     |       |
| 18º  | 53  | Valentin Debise     | SMS Racing               | Honda CBR600RR      | 22   | +1:05.189 | 14º     |       |
| 19º  | 40  | Martin Jessopp      | Riders PTR Honda         | Honda CBR600RR      | 22   | +1:06.004 | 24º     |       |
| 20º  | 38  | Balázs Németh       | Racing Team Toth         | Honda CBR600RR      | 22   | +1:13.510 | 27º     |       |
| 21º  | 79  | Maxim Averkin       | HELL Racing              | Kawasaki ZX-6R      | 22   | +1:14.726 | 28º     |       |
| 22º  | 41  | Federico D'Annunzio | Team Lorini              | Honda CBR600RR      | 22   | +1:15.508 | 25º     |       |
| 23º  | 13  | Dino Lombardi       | PATA by Martini          | Yamaha YZF R6       | 22   | +1:17.155 | 20º     |       |
| 24º  | 10  | Imre Tóth           | Racing Team Toth         | Honda CBR600RR      | 22   | +1:17.981 | 22º     |       |
| 25º  | 125 | Danilo Marrancone   | KUJA Racing              | Honda CBR600RR      | 22   | +1:18.651 | 30º     |       |
| 26º  | 70  | Robin Mulhauser     | Rivamoto                 | Yamaha YZF R6       | 22   | +1:19.209 | 32º     |       |
| 27º  | 50  | Sergei Krapukhin    | DMC Racing               | Yamaha YZF R6       | 21   | +1 giro   | 32º     |       |
| 28º  | 33  | Yves Polzer         | MRC Austria              | Yamaha YZF R6       | 21   | +1 giro   | 33º     |       |

### Ritirati
| Nº  | Pilota              | Squadra                 | Motocicletta        | Giri | Griglia |
| --- | ------------------- | ----------------------- | ------------------- | ---- | ------- |
| 24  | Eduard Blokhin      | Rivamoto                | Yamaha YZF R6       | 20   | 34º     |
| 137 | Andrzej Chmielewski | Bogdanka Honda PTR      | Honda CBR600RR      | 16   | 31º     |
| 31  | Vittorio Iannuzzo   | Power Team by Suriano   | Triumph Daytona 675 | 9    | 13º     |
| 98  | Romain Lanusse      | Kawasaki Intermoto Step | Kawasaki ZX-6R      | 8    | 15º     |
| 64  | Joshua Day          | Team GOELEVEN           | Kawasaki ZX-6R      | 8    | 17º     |
| 3   | Jed Metcher         | Rivamoto Junior         | Yamaha YZF R6       | 2    | 18º     |

### Non partito
| Nº | Pilota               | Squadra                  | Motocicletta   |
| -- | -------------------- | ------------------------ | -------------- |
| 60 | Michael van der Mark | Ten Kate Racing Products | Honda CBR600RR |